# クラミジア・ムリダルム
クラミジア・ムリダルム（Chlamydia muridarum）は、クラミジア門クラミジア綱クラミジア目クラミジア科クラミジア属の真正細菌の一種であり、偏性細胞内寄生グラム陰性菌である。かつてChlamydia trachomatisに内包されていたが、1999年に分離されて新種として登録された。C. trachomatisは人間にのみ感染するが、C. muridarumはマウスやハムスターといったネズミ科にのみ病原性を示す。
C. muridarumの2つの菌株MoPn（元々はNiggと呼ばれていた）とSFPDがマウスとハムスターから分離され、MoPnの染色体および染色体外プラスミドの全ゲノム配列が決定されている。
C. muridarum MoPn株は、C. trachomatis MOMP vs4コアエピトープ（T）LNPT（IA）を認識するmAbに結合する。DNA配列分析の結果により、これらのmAbがSFPDを認識する必要があり、vs4エピトープIAGAGに特異的なC. trachomatis B血清型mAbがSFPDを認識する必要がある。MoPnは、1942年に無症候性のアルビノスイスマウスの肺から分離され、その後、マウスに病気を引き起こす可能性が示された。SFPDは、増殖性回腸炎の原因物質とともにハムスターから分離された。MoPnでは、スルファジアジンに対して感受性が強いことが知られている。C. trachomatisとは対照的に、C. muridarumはトリプトファンオペロンを持たない。このため、C. muridarumは、C. trachomatisとは異なるインターフェロンガンマ（IFN-γ）に反応し、二つの菌種で宿主の体内で宿主の免疫機構により菌体が阻害される程度が異なることを意味する。